# Dommartin-sous-Hans
 Dommartin-sous-Hans  es una comuna y población de Francia, en la región de Champaña-Ardenas, departamento de Marne, en el distrito y cantón de Sainte-Menehould.
Su población en el censo de 1999 era de 55 habitantes.
Está integrada en la  Communauté de communes de la Région de Sainte-Menehould .

## Demografía
| 67 | 82 | 75 | 70 | 53 | 55 |
| Para los censos de 1962 a 1999 la población legal corresponde a la población sin duplicidades (Fuente: INSEE [Consultar]) |    |    |    |    |    |